# Dorothea Bleek
Pour les articles homonymes, voir Bleek.
Dorothea Frances Bleek connue comme Dorothy F. Bleek, née le 26 mars 1873 au Cap (Mowbray) et morte le 27 juin 1948 également au Cap (Newlands), est une anthropologue et philologue sud-africaine particulièrement connue pour ses recherches sur les Bochimans. Elle a continué et approfondi les recherches de son père et de sa tante ; son dictionnaire Bochiman a été publié après sa mort, en 1956.

## Biographie
Elle est la cinquième fille de Wilhelm Bleek, philologue allemand auteur d'une grammaire comparée des langues sud-africaines et compilateur de contes hottentots (Renard the fox in South Africa, 1864).
Après le décès de son père, la famille repart à Berlin de 1884 à 1904, puis revient s'installer au Cap où Dorothy exerce le métier d'enseignante pendant trois ans. Elle participe à plusieurs expéditions ethnographiques de relevés de peintures rupestres avec une de ses collègues, Helen Tongue.
À partir de 1904, elle commence une carrière d'anthropologue et fait de nombreux voyages en Afrique du Sud, en Angola et en Tanzanie pour apprendre les langues des Bochimans, et continuer ses enquêtes. Elle a notamment effectué un voyage avec la phycologue Mary Pocock en 1925.
Elle publie des contes animaliers basés sur ses collectes, à partir de 1923 ; puis des articles sur les croyances et les coutumes des Bochimans.
À sa mort, ses carnets de notes ainsi que ceux de son père dont elle avait hérité, sont déposés à la bibliothèque de l'université du Cap : c'est la collection Bleek, redécouverte dans les années 1970 par Roger Hewitt.